# Résonance orbitale
Pour les articles homonymes, voir Résonance (homonymie).

Résonance de Laplace entre trois lunes galiléennes, où les rapports sont des ratios de périodes orbitales

La résonance orbitale est, en astronomie, la situation dans laquelle les orbites de deux objets célestes {\displaystyle A} et {\displaystyle B}, en révolution autour d'un barycentre commun, ont des périodes de révolution {\displaystyle T_{A}} et {\displaystyle T_{B}} commensurables, c'est-à-dire dont le rapport {\displaystyle T_{A}/T_{B}} est un nombre rationnel. C'est un cas particulier de résonance mécanique qui est aussi appelé résonance de moyen mouvement. La résonance orbitale est couramment notée {\displaystyle n\!:\!p} où {\displaystyle n} et {\displaystyle p} sont deux nombres entiers naturels.
Par exemple, dans le Système solaire, la planète naine Pluton est en résonance 2:3 avec la planète Neptune, c'est-à-dire que Pluton effectue deux révolutions autour du Soleil pendant que Neptune en réalise trois. Cette résonance est stable : une perturbation de l'orbite de Pluton serait corrigée par l'attraction de Neptune.
La résonance orbitale ne doit pas être confondue avec la résonance spin-orbite qui est la situation dans laquelle la période de rotation et la période de révolution d'un même objet céleste sont commensurables.
Lorsque plus de deux objets sont en résonance, comme dans les cas des trois lunes galiléennes Io, Europe et Ganymède, on parle de résonance de Laplace.

## Stabilité des orbites
Depuis la publication des lois de Newton, le problème de la stabilité des orbites a préoccupé beaucoup de mathématiciens comme Laplace ou Poincaré (mémoire « Sur le problème des trois corps et les équations de la dynamique »). Comme la solution du problème à deux corps ne prend pas en compte les interactions mutuelles entre les planètes, de petites interactions vont sûrement s’accumuler et finir par changer les orbites ; ou alors, il reste à découvrir de nouveaux mécanismes qui maintiennent la stabilité de l’ensemble. C’est aussi Laplace qui a trouvé les premières réponses pour expliquer la remarquable danse des lunes de Jupiter. On peut dire que ce champ d’investigation est resté très actif depuis et il reste toujours des mystères à élucider (par exemple les interactions des petites lunes avec les particules des anneaux des planètes géantes).
En général, la résonance peut :
- concerner soit un seul paramètre, soit n’importe quelle combinaison des paramètres d’orbite ;
- agir sur des échelles de temps très différentes, comparables avec les périodes des orbites, ou séculaires, allant parfois jusqu’à 106 années ;
- elle peut tout aussi bien être la cause de la stabilité des orbites que celle de leur déstabilisation.

## Types de résonance

Diagramme représentant la distribution des astéroïdes en fonction du demi-grand axe à l'intérieur du « cœur » de la ceinture. Les flèches pointent les lacunes de Kirkwood, où les effets de résonance orbitale avec Jupiter déstabilisent les orbites des petits corps qui pourraient s'y trouver.

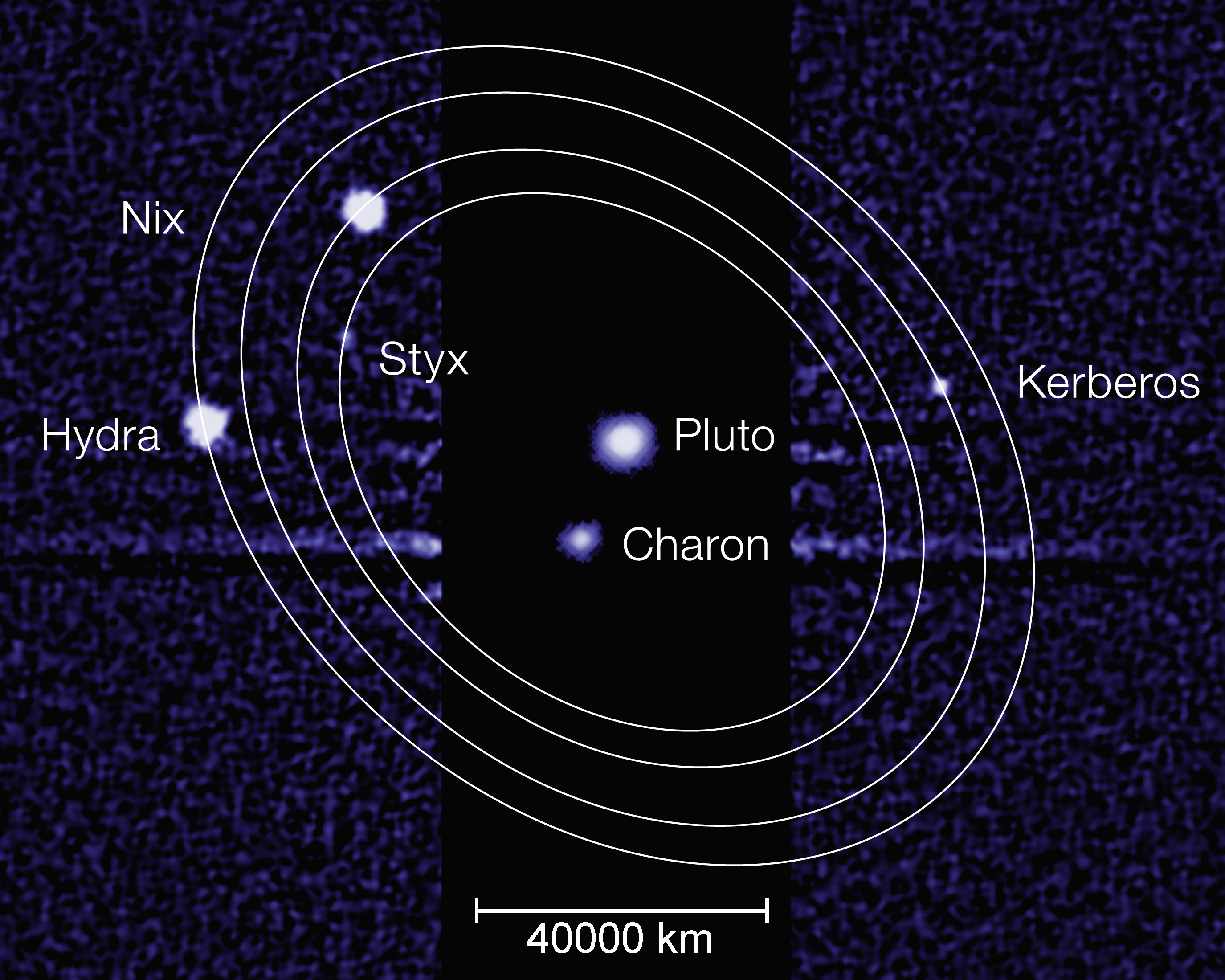
Quasi-résonance 3:4:5:6 des quatre lunes externes de Pluton avec son plus grand satellite, Charon

L'influence gravitationnelle périodique des planètes (ou lunes) peut déstabiliser leurs orbites. C'est ce qui permet d'expliquer l'existence de « bandes interdites » dans la ceinture d'astéroïdes dans lesquelles le nombre de corps est considérablement plus faible. Ces bandes, appelées lacunes de Kirkwood, auraient été créées par une résonance avec l'orbite de Jupiter qui aurait provoqué l'éjection des corps s'y trouvant.
La résonance peut avoir l'effet opposé : elle peut permettre la stabilisation d'orbites et protéger certains corps de perturbations gravitationnelles. Ainsi Pluton et les autres plutinos sont protégés de l'éjection de leur orbite par une résonance 2:3 avec la planète géante Neptune. D'autres objets de la ceinture de Kuiper sont également dans d'autres résonances avec cette planète : 1:2, 4:5, etc. Dans la ceinture principale d'astéroïdes, les résonances stables 3:2 et 1:1 sont occupées respectivement par le groupe de Hilda et les astéroïdes troyens de Jupiter.
Lorsque plusieurs objets ont leurs périodes orbitales dans des rapports faits d'entiers simples, on parle de résonance de Laplace. C'est le cas des lunes de Jupiter, Ganymède, Europe et Io qui sont dans une résonance 1:2:4.

## Commensurabilité des périodes de révolution
Les rapports des périodes de révolution des planètes du système solaire (Mercure, Vénus, Terre, Mars ; Jupiter, Saturne, Uranus, Neptune) sont approximativement les suivants :
- Vénus-Mercure : 9:23[4] ;
- Terre-Vénus : 8:13[4],[5] ;
  - Terre-Mercure : 7:29[5]
- Mars-Terre : 8:15[5] ;
  - Mars-Vénus : 1:3[5]
- Saturne-Jupiter : 2:5[5] ;
- Uranus-Saturne : 7:20 (≈ 1:3)[5] ;
  - Uranus-Jupiter : 1:7[5]
- Neptune-Uranus : 26:51 (≈ 1:2)[5] ;
  - Neptune-Jupiter : 1:14[5]
  - Neptune-Saturne : 5:28[5].

Du fait de leur caractère peu stable et approximatif, on ne parle pas à proprement de résonance pour ces planètes.
Il existe des objets dont les orbites sont en résonance de moyen mouvement 1:1. Il s'agit des troyens, des quasi-satellites et des coorbiteurs sur orbite en fer à cheval.
Il n'existe que cinq résonances de ce type concernant les planètes ou les lunes majeures dans le système solaire (un bien plus grand nombre concernant les astéroïdes, les anneaux et les petits satellites) :
- 2:1 Mimas-Téthys (lunes de Saturne) ;
- 2:1 Encelade-Dioné (lunes de Saturne) ;
- 4:3 Titan-Hypérion (lunes de Saturne) ;
- 4:2:1 Io-Europe-Ganymède (lunes de Jupiter), l'unique résonance de Laplace.
- 2:3 Neptune-Pluton ; Neptune-(32929) 1995 QY9 ; Neptune-(90482) Orcus ; Neptune-(28978) Ixion — ils forment les plutinos ;
- 1:2 Neptune-(20161) 1996 TR66 ; Neptune-(26308) 1998 SM165 ; Neptune-1997 SZ10 ; Neptune-(137295) 1999 RB216 ; Neptune-(130391) 2000 JG81 ; Neptune-(119979) 2002 WC19 — ils forment les twotinos.

Le système plutonien est proche d'un très complexe système de résonance : Pluton:Charon:Styx:Nix:Kerbéros:Hydra ≈ 1:1:3:4:5:6 (en termes de période autour du barycentre du système plutonien).
Les simples relations entières entre les périodes de révolution cachent des relations plus complexes :
- les points de conjonction peuvent osciller autour des valeurs d'équilibre définies par la résonance ;
- compte tenu des excentricités des orbites, les nœuds ou les périastres peuvent changer.

Comme une illustration, pour la résonance 2:1 Io-Europe, si les périodes de révolution étaient réellement dans ce rapport exact, les mouvements moyens (inverse de la période) satisferaient l'équation suivante : {\displaystyle n_{Io}-2\cdot n_{Eu}=0}
Toutefois, en vérifiant avec les données, on obtient −0,739 5° jour−1, une valeur bien trop grande pour être négligée.
En fait, la résonance est exacte, mais elle doit inclure aussi la précession du périastre {\displaystyle {\dot {\omega }}}
L'équation corrigée (qui fait partie des relations de Laplace) est
{\displaystyle n_{Io}-2\cdot n_{Eu}+{\dot {\omega }}_{Io}=0}
En d’autres termes, le mouvement moyen de Io est bien le double de celui d’Europe en tenant compte de la précession du périastre. Un observateur situé sur le périastre aurait vu les lunes arrivant à la conjonction au même endroit.
Les autres résonances satisfont des équations similaires à l'exception de la paire Mimas-Téthys. Dans ce dernier cas, la résonance satisfait l'expression suivante
{\displaystyle 4\cdot n_{Th}-2\cdot n_{Mi}-\Omega _{Th}-\Omega _{Mi}=0}
Le point de conjonction oscille autour d’un point à mi-chemin entre les nœuds des deux lunes.

### La résonance de Laplace

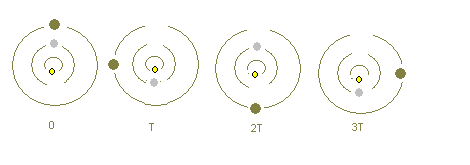
Illustration de la résonance Io-Europe-Ganymède

La résonance la plus remarquable, celle des trois satellites galiléens, inclut la relation qui contraint la position des lunes sur leurs orbites :
{\displaystyle \Phi _{L}=\lambda _{Io}-3\cdot \lambda _{Eu}+2\cdot \lambda _{Ga}=180^{o}}
où les {\displaystyle \lambda } sont les longitudes moyennes des lunes. Cette contrainte rend impossible une triple conjonction des lunes. Le graphique illustre les positions des lunes après 1, 2 et 3 périodes de Io.
Cette résonance est stable.